# Paul Herrmann (Archäologe)

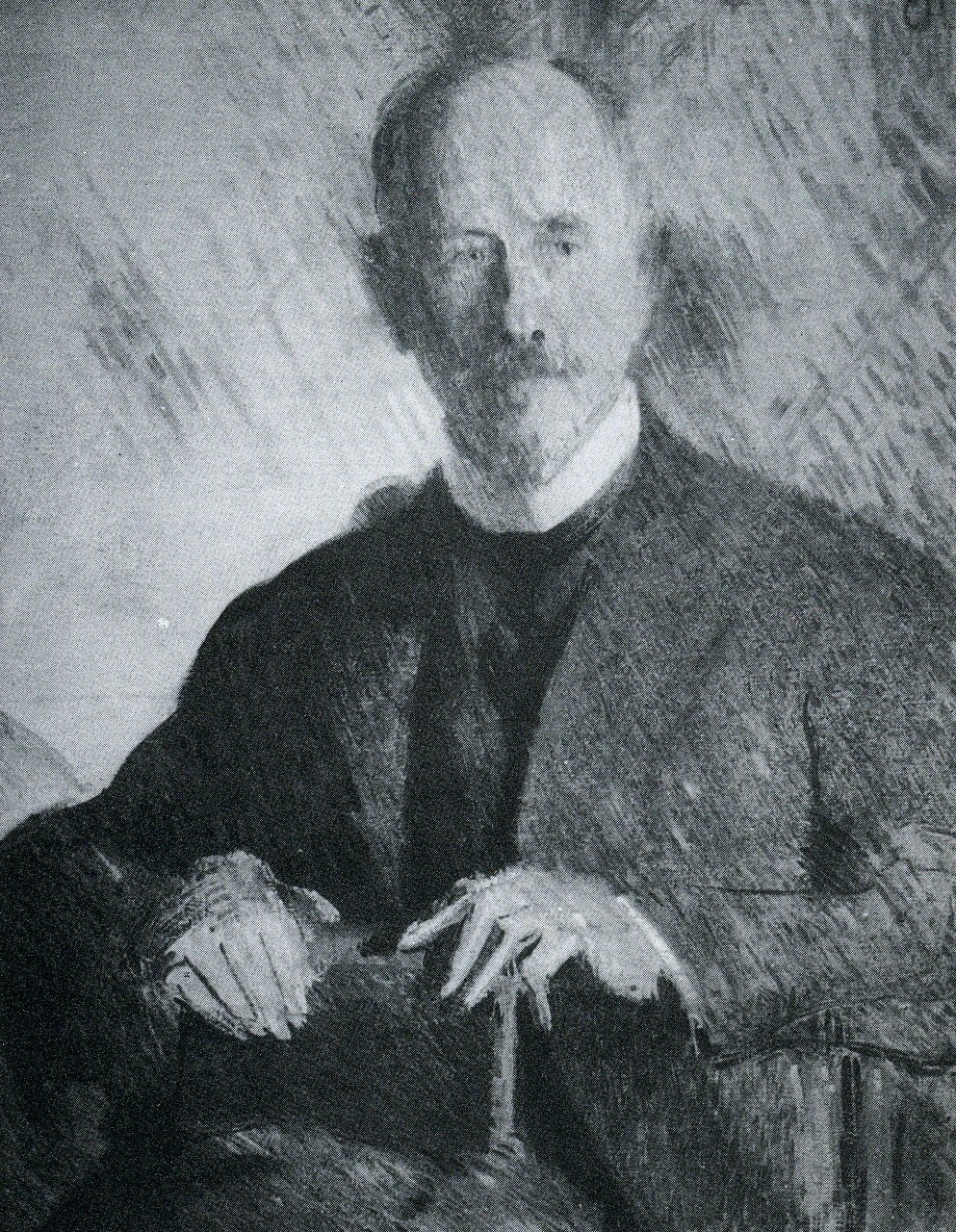
Paul Herrmann. Ölgemälde des Porträtmalers Curt Herrmann

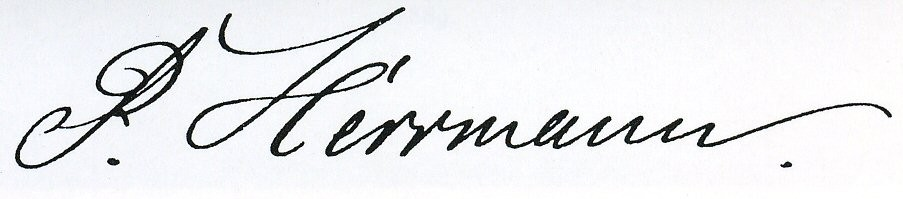
Herrmanns Signatur

Lothar Felix Paul Herrmann (* 14. Dezember 1859 in Halle (Saale); † 27. August 1935 in Dresden) war ein deutscher Klassischer Archäologe.

## Leben und Werk
Paul Herrmann war das sechste von sieben Kindern des Ehepaares Johann Heinrich Herrmann (1812–1888), Direktor der Iduna-Versicherungsgesellschaft, und Rosa Luise Herrmann, geb. Heberer (1825–1908). Sein älterer Bruder war der Maler Curt Herrmann (1854–1929).
Paul Herrmann veröffentlichte 1888 mit Das Gräberfeld von Marion auf Cypern seine erste Monografie, die von großer Bedeutung für die Erforschung der attischen Vasenmalerei wurde. Seit 1891 war Hermann an der Skulpturensammlung im Albertinum in Dresden tätig, zunächst als Assistent, von 1915 bis 1925 leitete er die Sammlung als Direktor. Sein Nachfolger wurde Bruno Schröder. 1909 wurde Herrmann Honorarprofessor an der Technischen Hochschule und der Kunstakademie Dresden. Zudem leitete er die Archäologische Gesellschaft Dresden.
Herrmanns Hauptwerk sind die seit 1906 erscheinenden Denkmäler der Malerei des Altertums, die er bis zu seinem Tode herausgab. Allein die erste Serie umfasst etwa 200 Nummern. Hier bietet Herrmann neben stilistischen, farblichen und formalen Analysen auch Berichte über die Fundumstände der antiken Wandbilder. Reinhard Herbig setzte das Werk in einer zweiten, jedoch unvollendeten, Serie (1934 bis 1950) fort.
Er war seit 1899 korrespondierendes Mitglied des Deutschen Archäologischen Instituts, seit 1924 Mitglied der Sächsischen Akademie der Wissenschaften.
Paul Herrmann starb am 27. August 1935 im Alter von 75 Jahren in Dresden. Beigesetzt wurde er auf dem Friedhof IV der Jerusalems- und Neuen Kirche an der Bergmannstraße in Berlin-Kreuzberg. Das Grab ist nicht erhalten.